# مادوکس (تنسی)
مادوکس (به انگلیسی: Maddox) یک منطقهٔ مسکونی در ایالات متحده آمریکا است که در شهرستان هاردین، تنسی واقع شده‌است. مادوکس ۱۴۵٫۰۹ متر بالاتر از سطح دریا واقع شده‌است.